# La Chapelle-Saint-Ursin
La Chapelle-Saint-Ursin es una comuna francesa situada en el departamento de Cher, en la región de Centro-Valle del Loira.

## Demografía
| 859 | 1326 | 1953 | 2430 | 2890 | 3193 | 3692 |
| Para los censos de 1962 a 1999 la población legal corresponde a la población sin duplicidades (Fuente: INSEE [Consultar]) |      |      |      |      |      |      |